# Melky Mesa
Melquisedec Mesa (né le 31 janvier 1987 à Bajos de Haina, San Cristóbal, République dominicaine) est un voltigeur des Ligues majeures de baseball évoluant avec les Blue Jays de Toronto. 

## Carrière
Melky Mesa signe son premier contrat professionnel en 2003 avec les Yankees de New York. Dans les ligues mineures, il aide en 2010 les Yankees de Tampa à gagner le championnat de la Florida State League et est nommé meilleur joueur de la saison dans cette ligue.
Mesa fait ses débuts dans le baseball majeur avec les Yankees de New York le 22 septembre 2012. Il réussit son premier coup sûr dans les grandes ligues le 1er octobre suivant face au lanceur Andrew Bailey des Red Sox de Boston. Il joue 3 matchs en 2012 et 5 en 2013 pour les Yankees, récoltant 5 coups sûrs, dont deux doubles, et un but-sur-balles en 14 passages au bâton.
Le 28 décembre 2013, Mesa signe un contrat des ligues mineures avec les Royals de Kansas City. Il ne joue aucun match pour Kansas City qui, avec le lanceur droitier P. J. Walters, le transfèrent aux Blue Jays de Toronto contre une compensation financière le 26 mai 2014.